# Estaleiro Jurong Aracruz

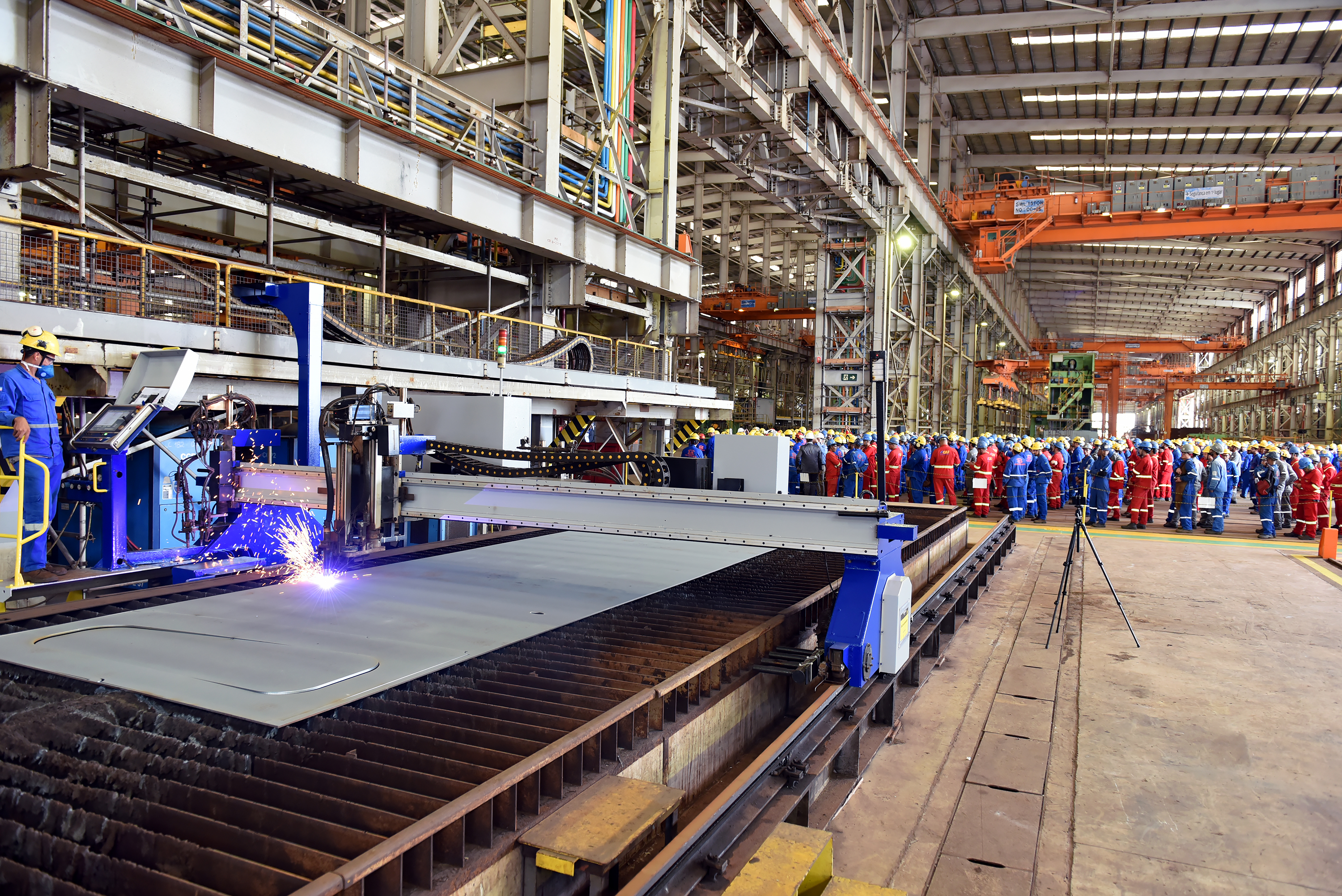
Início da construção do navio polar Almirante Saldanha para a Marinha do Brasil no estaleiro em 2023

Estaleiro Jurong Aracruz é um estaleiro instalado na cidade de Aracruz no Espírito Santo. A empresa faz parte do grupo Jurong Shipyard Pte Ltd (JSPL) de Singapura e tem como especialização a construção de plataformas para exploração de petróleo e gás em alto mar.

## Unidade flutuante de armazenamento e transferência
FPSOs construídos para a Petrobras.
- P-43 em operação desde 2004 no campo petrolífero de Barracuda, [2]
- P-48 em operação desde 2005 no campo petrolífero de Barracuda/Caratinga [3]
- P-50 em operação desde 2006 no Campo petrolífero de Albacora Leste[4]
- P-54 em operação desde 2007 no Campo petrolífero de Roncador[5]